# Orthomorpha hingstoni
Orthomorpha hingstoni är en mångfotingart som beskrevs av Carl 1935. Orthomorpha hingstoni ingår i släktet Orthomorpha och familjen orangeridubbelfotingar. Inga underarter finns listade i Catalogue of Life.